# Stanisław Żółkiewski
Stanisław Żółkiewski, armoiries Lubicz (en), né à Turynka (pl) en 1547 et mort le 7 octobre 1620 à Berezowce près d'Otaci[Selon qui ?], est un magnat et chef militaire polonais. Au cours de sa carrière, il devient voïvode de Kiev, grand chancelier de la Couronne et grand hetman lors l'apogée de la puissance militaire de la république des Deux Nations.

## Biographie

### Jeunesse

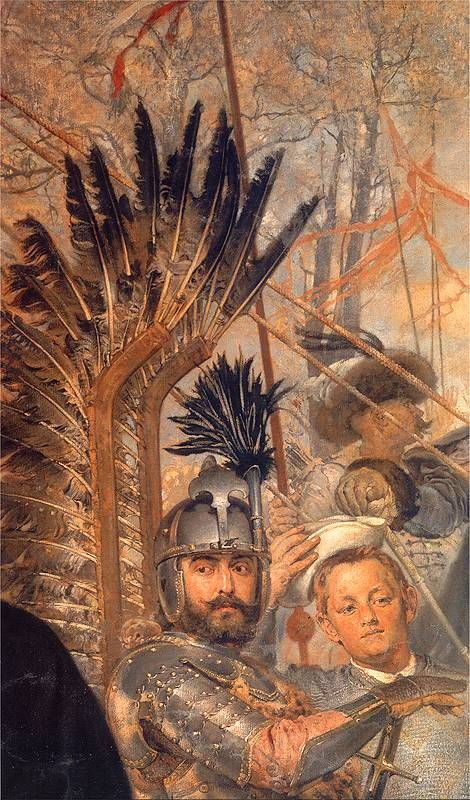
Stanisław Żółkiewski et Boldizsár Báthory au siège de Pskov, détail d'un tableau de Jan Matejko

Stanisław Żółkiewski naît en 1547 (ou 1550) dans le village de Turynka (pl) (qui faisait alors partie de la république des Deux Nations et se trouve désormais en Ukraine). Son père est Stanisław Żółkiewski (pl), armoiries Lubicz (en), voïvode de Ruthénie. Sa mère est Zofia Lipska,.
Żółkiewski se forme dans une école cathédrale à Lwów. Contrairement à ses pairs, il ne jouit pas d'un haut niveau d'éducation et ne voyage pas à l'étranger. Toutefois, il approfondit sa culture en autodidacte, avec un intérêt particulier pour l'histoire et la littérature historique. En 1566, il rejoint la cour du roi Sigismond II Auguste, en tant que page du secrétaire du roi, Jan Zamoyski. Il s'y familiarise avec le mouvement exécutionniste (en), qui prône l'introduction de nombreuses réformes, y compris militaires. En 1573, il prend part à une mission diplomatique en France afin de rencontrer le roi Henri III, nouvellement élu roi de la Rzeczpospolita de Pologne-Lituanie sous le nom d'Henri de Valois (Henryk Walezy). Sur le chemin du retour, il est envoyé à Vienne pour apaiser les Habsbourg.

### Début de carrière
Żółkiewski connaît sa première expérience militaire sous le règne du roi Étienne Báthory lors de la rébellion de Dantzig : il y dirige une rota (en) de hussards polonais. Il participe ensuite à la campagne de Livonie du roi, combattant à Polotsk (voir siège de Polotsk (1579) (en)), Rassony (forteresse de Sokół), Velij et au siège de Pskov. Żółkiewski maintient son alliance politique avec la famille Zamoyski bien après ces campagnes, en particulier dans ses différends avec les Zborowski (en). La nuit du 11 au 12 mai 1584, il capture Samuel Zborowski, dont l'exécution causera de nombreuses controverses. Avec cet incident, Żółkiewski sera le sujet de débats houleux lors de la diète de 1585.
En 1588, lors de la guerre de Succession de Pologne entre les factions de Sigismond III Vasa et Maximilien III, Żółkiewski soutient Sigismond. Il commande l'aile droite des forces de la république des Deux Nations lors de la bataille de Byczyna, où il reçoit une blessure au genou dont il gardera les séquelles pour le restant de ses jours,. En récompense du rôle qu'il a joué dans la bataille, il reçoit le titre de Hetman de la Couronne et devient staroste de Hrubieszów.

### En tant que Hetman de la Couronne

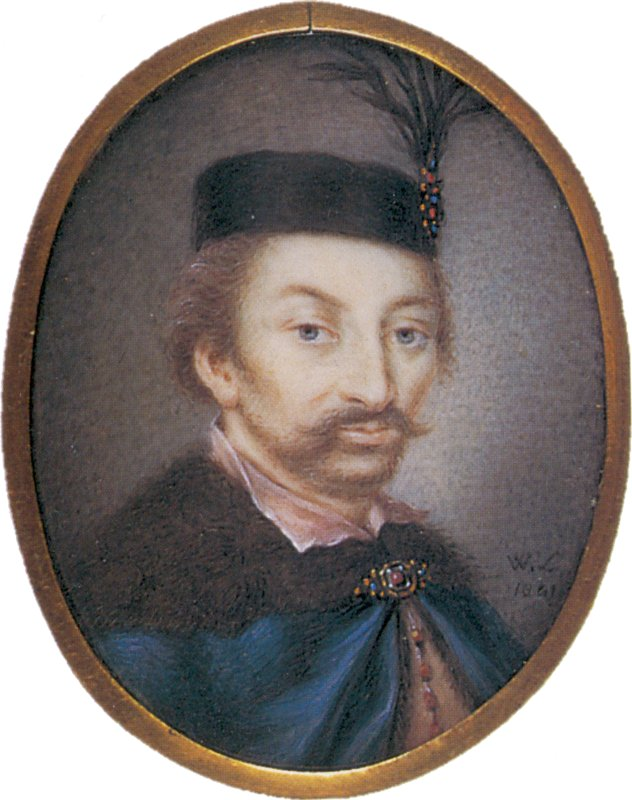
Portrait de Żółkiewski à la gouache par Wincenty de Lesseur (1801)

Peu après sa nomination au titre de hetman, Żółkiewski est envoyé en Ukraine afin de repousser une invasion tatare. En 1590, il devient le castellan de Lwów, mais ses demandes de renforts afin de lutter contre les Tatares sont ignorées.
En 1595, Żółkiewski participe à la guerre des magnats moldaves et à la bataille de Cecora, près de la rivière Prout. L'année suivante, il mate la révolte cosaque de Severyn Nalyvaïko. Żółkiewski ne cachait pas ses sympathies pour la cause cosaque, et privilégiait généralement des négociations de paix lorsqu'il traitait avec eux. Lorsque les Cosaques lui livrent Nalyvaïko et les autres meneurs de la révolte, il leur promet un traitement juste. Mais peu après, Nalyvaïko est exécuté à Varsovie, tandis qu'une horde de soldats polonais massacrent les autres prisonniers, ce qui entraîne une fâcheuse détérioration des relations entre Polonais et Cosaques. En 1600, Żółkiewski retourne en Moldavie, où il prend part à la victoire de Bucov (en).
En 1601, Żółkiewski est actif en Livonie dans le cadre de la guerre polono-suédoise. Il participe également au siège de Wolmar (en), puis à la prise de Fellin (en) (1602). La même année, il dirige les forces polonaises à la bataille de Reval (en), qui mène à la capitulation des Suédois au siège de Biały Kamień (en). Żólkiewski tombe malade vers la fin de la campagne et est contraint de céder le commandement de ses troupes au hetman Jan Karol Chodkiewicz.
Lorsque Jan Zamoyski meurt le 3 juin 1605, il nomme Żółkiewski, avec le palatin Mikołaj Zebrzydowski, tuteur de son fils unique.
En 1606, Żółkiewski repart pour l'Ukraine, où il défait les Tatars à la bataille de la rivière Udycz (en). La même année, il apporte son soutien au roi lors de la rébellion de Zebrzydowski, tandis que son mentor Jan Zamoyski prend le parti adverse. Lors de la bataille de Guzów (en), il commande l'aile gauche des forces royales, mais ses troupes ne participent pas beaucoup à la bataille. Déçu de Żółkiewski, le roi ne lui accorde pas le titre de Grand Hetman de la Couronne qu'il convoite, mais le nomme tout de même voïvode de Kiev.
Dans la seconde moitié de l'année 1609, Żółkiewski joue un rôle dans la guerre polono-moscovite, en appuyant l'élection de Ladislas IV Vasa au poste de tsar de Russie, dans l'idée de créer une union personnelle entre la république des Deux Nations et le tsarat de Russie (voir Triple Union). Durant la campagne (en) menée par Jacob De la Gardie en 1610, Żółkiewski obtient une importante victoire sur les forces alliées suédo-russes lors de la bataille de Klouchino,. Grâce à celle-ci, Żółkiewski s'empare de Moscou et capture le tsar Vassili IV Chouiski et ses frères Ivan et Dmitri. En revanche, Sigismond refuse la proposition d'union personnelle, qui aurait nécessité la conversion de Ladislas à l'orthodoxie.
Żółkiewski commence l'écriture de ses mémoires à son retour de Moscovie. Son Początek i progres wojny moskiewskiej (Début et progrès de la guerre de Moscovie), publié en 1612, est une critique de la politique du roi Sigismond. En 1612, il devient le professeur et le tuteur du futur hetman Stanisław Koniecpolski. Cette même année, il retourne en Ukraine pour la défendre des sempiternelles incursions tatares et moldaves, et de l'agitation des Cosaques. À la diète de 1616, il présente son projet O chowaniu żołnierza kwarcianego (Sur la levée des kwarta), qui vise à lever une armée plus importante afin de lutter contre les Tatars et les Cosaques, mais celui-ci n'est pas approuvé par le parlement.

### Dernières années

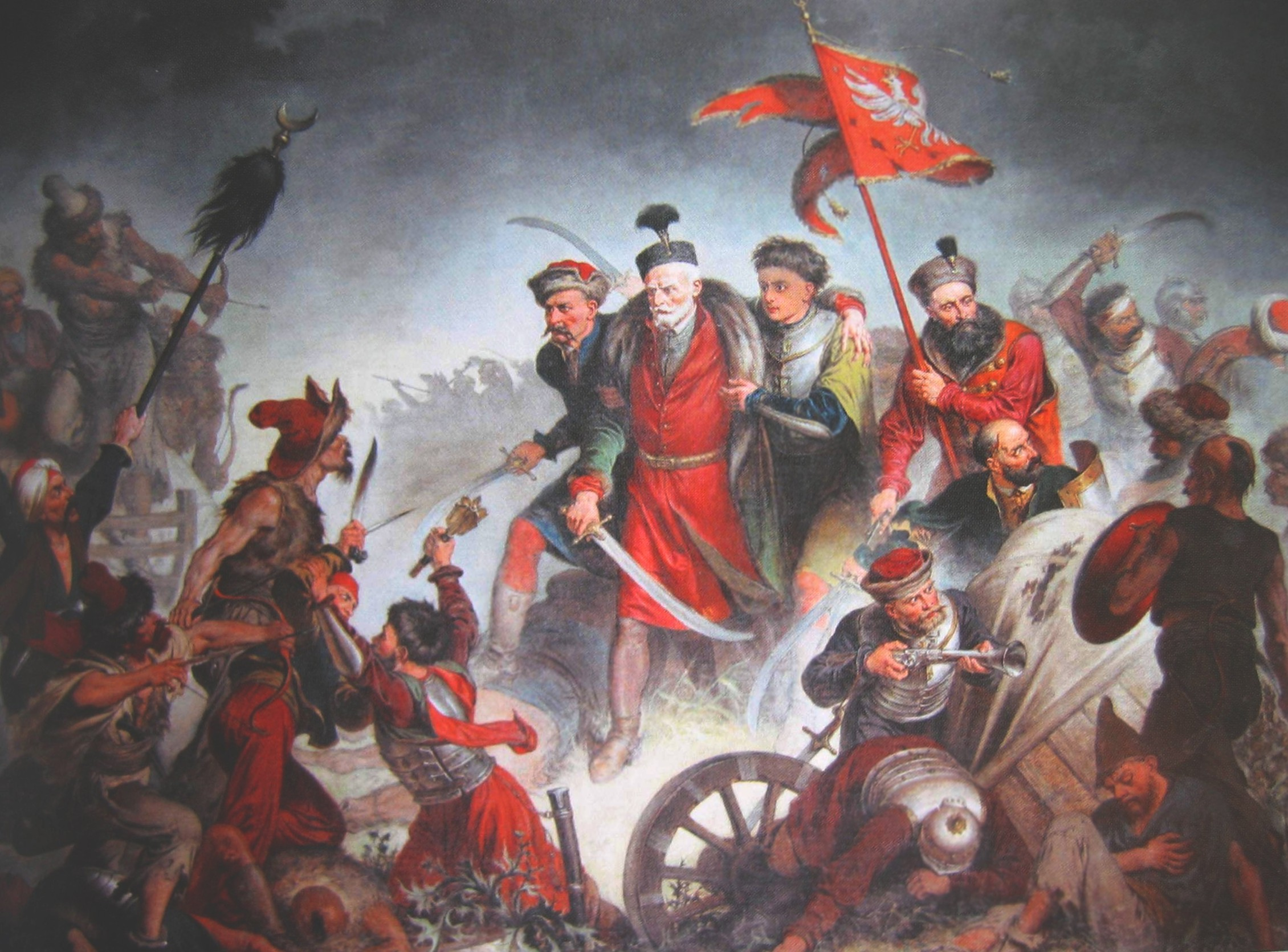
Mort de Stanisław Żółkiewski avec son confesseur, le père Szymon Wybierski, à la bataille de Cecora (1620), tableau de

La popularité de Żółkiewski décline dans les dernières années de sa carrière. On lui reproche de ne pas avoir apporté son soutien à Samuel Korecki (en) lors de la bataille de Sasowy Róg en 1616, d'avoir signé le traité de Jaruga (Busza) en 1617 et de n'avoir pu arrêter les Tatars à la bataille d'Orynin (en) en 1618. Cependant, en 1618, il obtient la buława de Grand Hetman de la Couronne qu'il brigue, puis le poste de grand chancelier de la Couronne. Ainsi, pendant une brève période, il est le personnage le plus puissant de la république des Deux Nations, juste après le roi.
Malgré son âge avancé, Żółkiewski sert sur les champs de bataille jusqu'à la fin de sa vie. Il meurt le 7 octobre 1620, lors de la retraite des troupes lituano-polonaises après la bataille de Cecora qui les a opposés aux Turcs dans le cadre de la guerre polono-turque de 1620-1621, qui marque la fin des campagnes de Moldavie. Il serait mort en voulant rester jusqu'à la fin avec l'arrière-garde harcelée par les Ottomans,. Avant sa mort, il reçoit la bénédiction de son confesseur, le père Szymon Wybierski (Wybierek) de la Société de Jésus, qui est resté à ses côtés au cœur de la bataille, comme sur le tableau Mort de Stanisław Żółkiewski avec son confesseur, le père Szymon Wybierski, à la bataille de Cecora (1620) de Walery Eljasz Radzikowski (en).
Après la bataille, la dépouille de Żółkiewski est profanée, sa tête décapitée étant envoyée à Constantinople comme trophée de guerre. Son corps est racheté aux Turcs par la veuve de Żółkiewski, et leur fils, capturé lors de la bataille, est libéré contre rançon. Żółkiewski est enterré dans l'église Saint-Laurent (en) de Żółkiew, ville d'actuelle Ukraine où il a fait construire le château de Żółkiew,.

## Souvenir
La mort héroïque de Żółkiewski – représentée dans plusieurs œuvres d'art de contemporains tels que Teofil Szemberg (uk) ou le poète Stanisław Witkowski (pl) – lui garantit une place au panthéon des commandants militaires polonais les plus célèbres. Dans les années qui suivent sa mort, son nom est mentionné dans les œuvres d'écrivains tels que Stefan Żeromski, Józef Szujski, Julian Ursyn Niemcewicz ou Maria Konopnicka. L'histoire de sa mort reste l'aspect de sa biographie le plus commenté encore aujourd'hui,.
En 1621, un monument est érigé en son honneur sur le lieu de son décès (dans l'actuelle commune de Călărășeuca (en), dans le raion d'Ocnița, en Moldavie) par son fils Jan. Il porte pour inscription une phrase d'Horace : Quam dulce et decorum est pro patria mori. Détruit en 1868 et reconstruit en 1912, le monument est rénové en 2003.
En 1903, une statue de Żółkiewski est élevée à Źółkiew, mais elle est démolie en 1939 par les troupes soviétiques après l'invasion soviétique de la Pologne.

## Famille et possessions

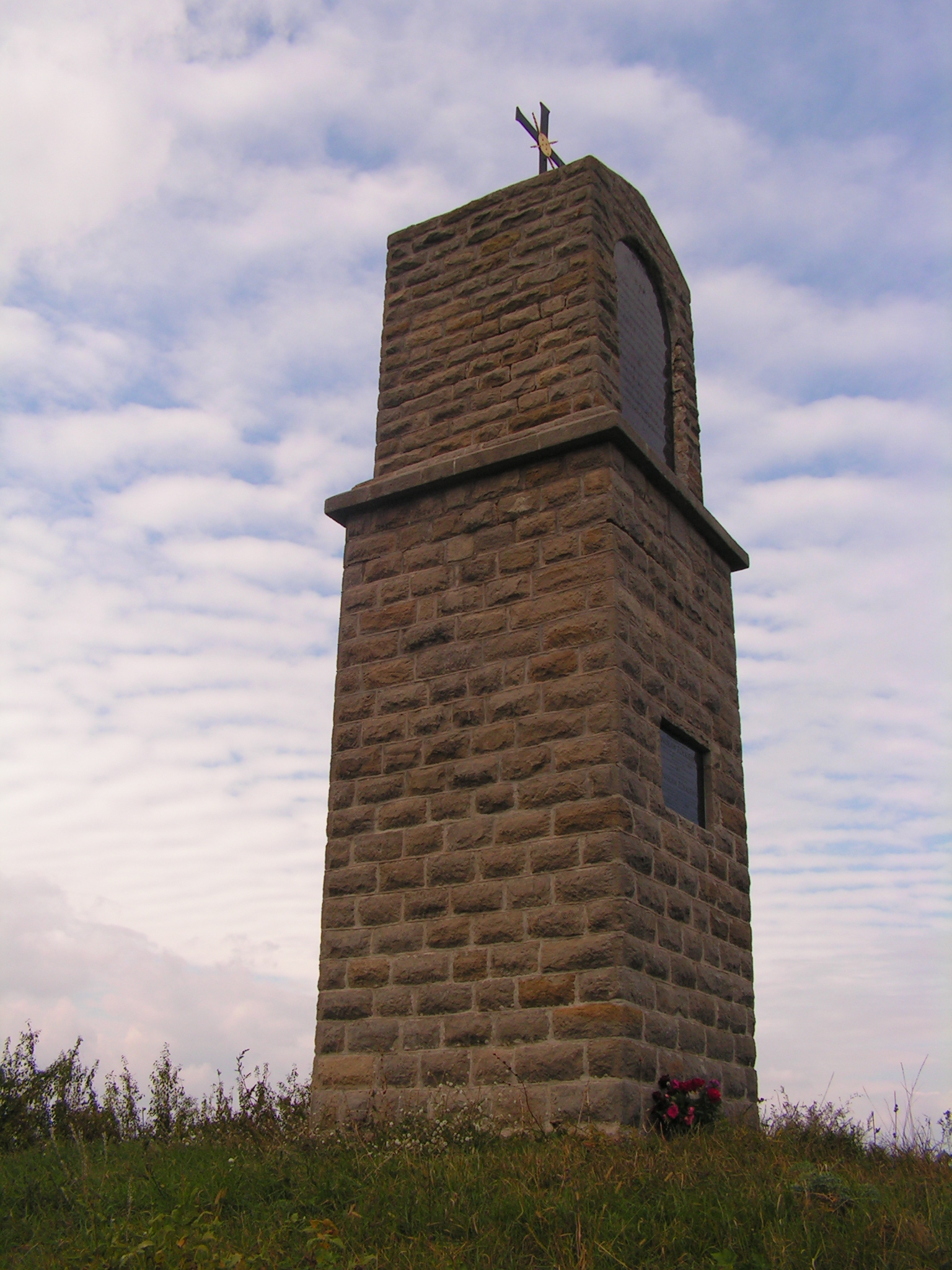
Monument à Żókiewski, près du lieu de sa mort, en actuelle Moldavie

Żółkiewski a pour épouse Regina Herbutówna. De cette union naissent :
- Jan Żółkiewski (pl) ;
- Katarzyna Żółkiewska ;
- Zofia Żółkiewska.

Au fur et à mesure de sa carrière, Żółkiewski amasse une large fortune, et acquiert des terres près de Boryspil, Brody, Vinnytsia and Żółkiew. Ses revenus annuels de plus de 100 000 złotys font de lui un des magnats les plus riches de la république des Deux Nations. Ses terres parviennent en héritage à Jakub Sobieski, dont le fils Jan devient roi de Pologne.

## Œuvre
- Początek i progres wojny moskiewskiej (Sur le début et le progrès de la guerre contre les Moscovites) : mémoires de Żółkiewski décrivant les campagnes et l'activité diplomatique, écrits à la troisième personne, et présentant une relation concise de la guerre polono-russe.